# Argentinien-Rundfahrt
Die Argentinien-Rundfahrt (spanisch Vuelta a la Argentina) war ein argentinisches Straßenradrennen.
Das Etappenrennen wurde nur dreimal, nämlich in den Jahren 1952 (von Ende November bis Anfang Dezember als Gran Premio Eva Perón), 1999 und 2000 (jeweils von Ende Februar bis Anfang März) über mehrere Etappen ausgetragen. Die Austragung des Jahres 2001 war zwar geplant, wurde jedoch auf Grund von Streitigkeiten zwischen dem argentinischen Radsportverband und den Organisatoren des Rennens sowie unter dem Eindruck des tödlichen Unfalls von Saúl Morales im Jahre zuvor abgesagt.
Für die Saison 2006 stand das Rennen zunächst auf dem Kalender der UCI America Tour, wurde später jedoch erneut abgesagt.

## Sieger
- 2000  David Kenig
- 1999  Martin Rittsel
- 1953–98 nicht ausgetragen
- 1952  Rik Van Steenbergen